# Cameron McGriff

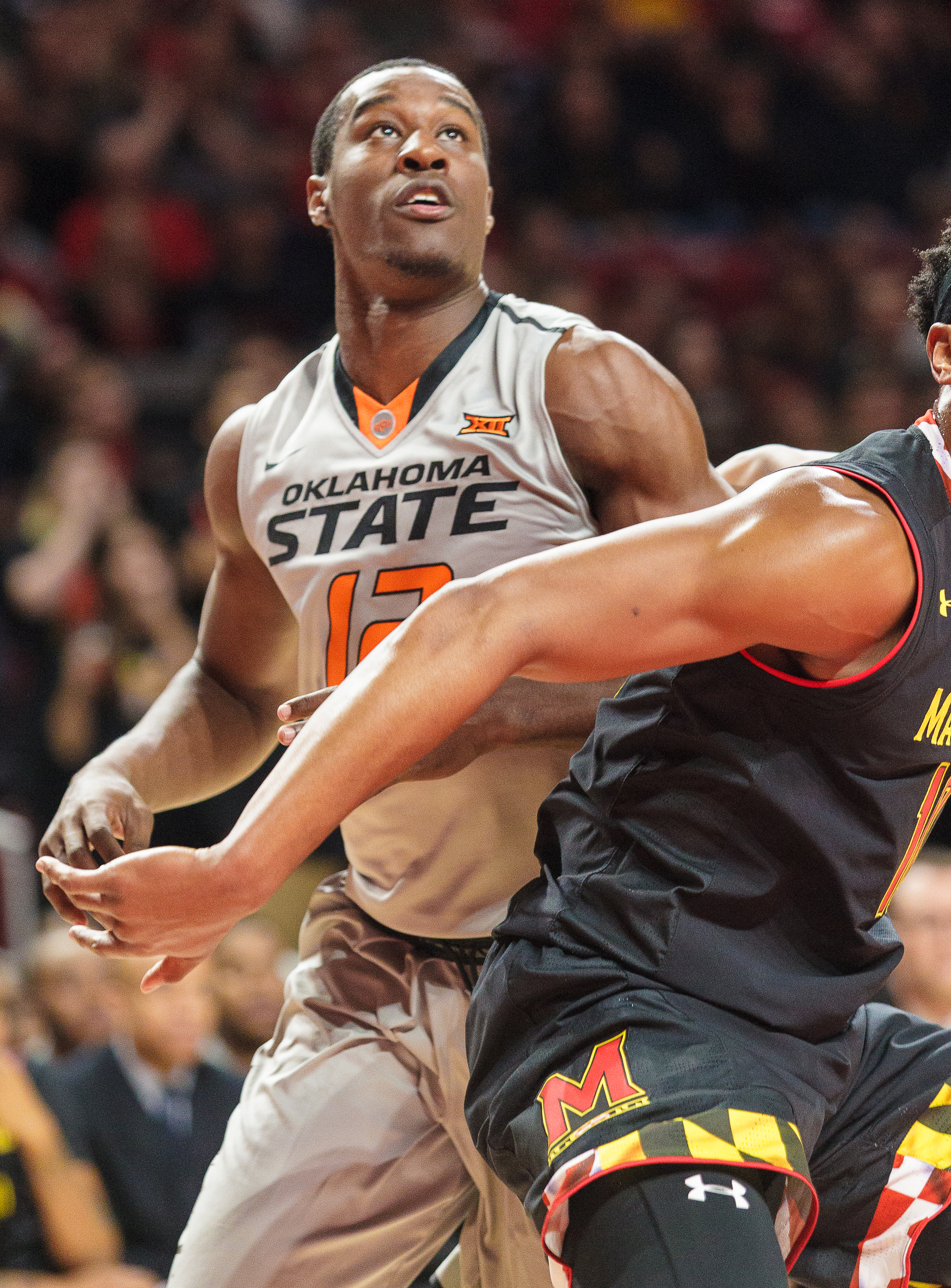
Cameron McGriff, 2016.

Cameron McGriff, född 30 september 1997 i Grand Prairie i Texas, är en amerikansk professionell basketspelare (SF/PF) som spelar för Indiana Pacers i National Basketball Association (NBA). Han har tidigare spelat för Portland Trail Blazers.
McGriff blev aldrig NBA-draftad.
Han har även spelat som proffs i Belgien, Frankrike, Grekland och Puerto Rico.
Innan McGriff blev proffs studerade han på Oklahoma State University och spelade för deras idrottsförening Oklahoma State Cowboys.